# Scott Logan
Scott Matthew Logan (Brisbane, 24 de julio de 1976) es un deportista australiano que compitió en natación.
Ganó una medalla de  en el Campeonato Mundial de Natación en Piscina Corta de 1997, en la prueba de 4 × 100 m libre. Participó en los Juegos Olímpicos de Atlanta 1996, ocupando el sexto lugar en la misma prueba.

## Palmarés internacional
| Campeonato Mundial en Piscina Corta | Campeonato Mundial en Piscina Corta | Campeonato Mundial en Piscina Corta | Campeonato Mundial en Piscina Corta |
| Año                                 | Lugar                               | Medalla                             | Prueba                              |
| ----------------------------------- | ----------------------------------- | ----------------------------------- | ----------------------------------- |
| 1997                                | Gotemburgo (Suecia)                 | Medalla de bronce                   | 4 × 100 m libre                     |